# تور بنگرز
تور بنگرز (انگلیسی: Bangerz Tour) چهارمین تور کنسرت توسط خواننده آمریکایی مایلی سایرس بود. این تور برای پشتیبانی از چهارمین آلبوم استودیویی سایرس با عنوان بنگرز (۲۰۱۳) برگزار شد. سایرس در این تور از طریق ۵ لگ از آمریکای شمالی و جنوبی، اروپا و اقیانوسیه دیدار کرد. تور در ۱۴ فوریه ۲۰۱۴ در ونکوور آغاز شد و در ۲۳ اکتبر ۲۰۱۴ در پرت به پایان‌رسید.